# Copidoplana tripyla
Copidoplana tripyla är en plattmaskart. Copidoplana tripyla ingår i släktet Copidoplana och familjen Leptoplanidae. Inga underarter finns listade i Catalogue of Life.